# Helena Molony
Helena Mary Molony (Dublin, 15 januari 1883 - Dublin, 28 januari 1967) was een Iers republikein, feminist en arbeidsactivist. Zij vocht in de Paasopstand van 1916. Later werd zij de tweede vrouwelijke voorzitter van vakcentrale Irish Trades Union Congress.

## Jeugd
Helena Molony groeide op in het centrum van Dublin. Zij was de dochter van Catherine McGrath en de kruidenier Michael Molony. Haar moeder stierf toen Helena nog jong was. Haar vader hertrouwde; zowel hijzelf als zijn tweede vrouw werden alcoholist.

## Inghinidhe na hÉireann
In 1903 sloot Molony zich aan bij de radicale vrouwenbeweging Inghinidhe na hÉireann (Dochters van Ierland). Zij had zich daartoe laten inspireren door een nationalistische toespraak van haar leider Maud Gonne. Molony besloot haar leven te wijden aan de Iers nationalistische zaak. Van meet af aan vervulde zij een belangrijke rol binnen Inghinidhe na hÉireann, doordat Gonne zich vaak in Frankrijk bevond. In praktische zin leidde Molony de organisatie. Vijf jaar later voerde ze ook de redactie van het maandblad van deze organisatie, Bean na hÉireann (Vrouw van Ierland), waarvoor zij zelf het initiërende idee had gelanceerd.
Molony nam de Gaelic naam Emer aan en wist Constance Markievicz, met wie zij tot een toneelgezelschap behoorde, voor Inghinidhe na hÉireann te winnen. En met het opzetten van Bean na hÉireann bracht Molony een groep creatieve mensen bij elkaar, die zich uitspraken voor een onafhankelijk Ierland. Markievicz had het titelblad van het tijdschrift ontworpen en schreef een rubriek. Onder het pseudoniem John Brennan schreef  journalist Sydney Gifford artikelen. Verder droegen onder meer de zus van Markievicz — dichteres Eva Gore-Booth  — Susan L. Mitchell en Katharine Tynan bij, evenals de prominente revolutionairen Patrick Pearse, Thomas MacDonagh, Æ, Roger Casement, Arthur Griffith en James Stephens. Het maandblad belichtte naast politieke kwesties allerhande verstrooiende en (verboden) Iers culturele zaken.
Vanuit Inghinidhe na hÉireann was Molony een spil in het ‘schoolmaaltijdenactivisme’. Samen met Maud Gonne, Marie Perolz en anderen van de beweging organiseerde zij dagelijks de verstrekking van schoolmaaltijden aan kinderen in verarmde gebieden. Ondertussen zette ze de Dublin Corporation en andere instanties onder druk om hongerlijdende kinderen in de stad Dublin van evenwichtige maaltijden te voorzien.

## Jeugdorganisatie
De oprichting van de jeugdorganisatie van de Irish Volunteers, Fianna Éireann, vond op 16 augustus 1909 in het huis van Molony's broer Frank aan Lower Camden Street 34 plaats, onder leiding van Constance Markievicz. Bij het opzetten en operationaliseren van de Fianna werkte Markievicz nauw samen met Molony en Bulmer Hobson. In deze periode van opbouw groeiden Molony en Hobson naar elkaar toe en kregen een romance. De relatie hield echter niet stand.

## Activisme
Haar activisme bracht haar herhaaldelijk in problemen. Tijdens de protesten van de Inghinidhe na hÉireann en de Irish Republican Brotherhood tegen het bezoek van koning George V in 1911 werd Molony gearresteerd voor stenen gooien. Sinds de protesten van de Ladies Land League (1881-1882) was zij de eerste vrouw in Ierland die werd berecht en gevangen gezet voor een politieke daad. Ze is veroordeeld tot een celstraf van een maand; Anna Parnell, de zus van Charles Stewart Parnell, betaalde na 2 weken alsnog haar boete, zodat Molony vervroegd vrij kwam.
Met Elizabeth O'Farrell en Sighle Grennan deelde Molony regelmatig verboden pamfletten uit in de stad. Aan de politie wisten de jonge dames daarbij meestal te ontkomen, doordat deze werd gehinderd door lange zware overjassen. Zij waren banger voor soldaten met hun stokken.

## Toneel
In de jaren hierna (1911-1913) verdiende Molony haar brood als acteur; ze was lid van de door Yeats in 1911 opgerichte toneelschool Abbey School of Acting, verbonden aan het Abbey Theatre. Zij speelde, bijvoorbeeld, de moeder in Yeats’ toneelstuk The Countess Cathleen, dat als anti-Engels werd gezien.

## Lock-out
In het jaar van de Lock-out (1913) sloot Molony zich aan bij de arbeidersbeweging. Toen zij ziek werd, behandelde dokter Kathleen Lynn haar – op verzoek van Markievicz. Na haar ziekte verbleef Helena Molony nog enige tijd bij Lynn in haar huis in de wijk Rathmines. Onder invloed van Molony en Markievicz werd Lynn actief in de nationalistische, suffragettes- en arbeidersbewegingen. "We voerden lange gesprekken en zij ‘bekeerde’ me tot de nationale beweging", schreef Lynn in haar dagboek. Zij kwalificeerde Molony als een slim meisje dat makkelijk vrienden maakte.
Lynn was ook bevriend met James Connolly. Het volgende jaar deed Molony secretarieel werk voor Connolly. In november 1915 benoemde hij haar tot secretaris van de vakcentrale Irish Women Workers Union, als opvolger van Delia Larkin. Molony beheerde de shirtfabriek van de vakbond in Liberty Hall, die was opgericht om werk te verschaffen aan de stakers die na de staking op de zwarte lijst waren gezet en werkloos thuis zaten. Met haar connecties en doordat zij in Iers-Republikeinse kringen als Haarlemmerolie fungeerde, had Molony relatief veel politieke invloed. Zij wierf veel nieuwe leden voor de vakbeweging en Inghinidhe na hÉireann.

## Paasopstand
Bij het uitbreken van de Eerste Wereldoorlog was Helena Molony met Maud Gonne en haar dochter Iseult en zoon Seán in Argelès in de Franse Pyreneeën, waar Seán moest aansterken na een appendectomie. Molony zag kans om al snel naar Ierland terug te keren. Gonne en Iseult lukte dat niet; zij hielpen bij het verplegen van gewonde Franse soldaten en bleven tot 1917 in de verpleging in Le Touquet-Paris-Plage, waar zij hoorden over de Paasopstand en de dood van Gonne’s ex-echtgenoot MacBride.
Molony was toen nog geen lid van Cumann na mBan, een republikeinse paramilitaire vrouwenorganisatie, die in april 1914 was opgericht als hulporganisatie voor de Irish Volunteers en waarin Inghinidhe na hÉireann was opgegaan. Leden van Cumann na mBan trainden samen met de mannen van de Irish Volunteers, als voorbereiding op een gewapende opstand tegen de Britse machthebbers in Ierland. Wel was Molony een actief lid van het Irish Citizen Army (ICA).
Tijdens de Paasopstand van 1916 behoorde zij tot het garnizoen in het stadhuis en de troepen die van daaruit Dublin Castle aanvielen. Die aanval werd afgeslagen en zij trokken zich terug in het nabijgelegen stadhuis, waardoor Molony betrokken raakte bij de verdediging van het stadhuis tegen de oprukkende Britten. Kort daarna is haar commandant, Sean Connolly, doodgeschoten door een scherpschutter. Molony zelf werd gevangengenomen en tot kerst gevangen gezet in, respectievelijk, Kilmainham Gaol, Mountjoy (Dublin) en Lewes en Aylesbury Jail (Engeland).

## Republicanisme na de Opstand
Na de Opstand trachtte zij in 1917 vanuit Sinn Féin alle nationalistische bewegingen bijeen te brengen. Tussendoor voer zij met de veerdienst naar Engeland om Maud Gonne en Seán MacBride op te halen, die door Yeats vanuit Frankrijk naar Londen waren begeleid en daar met hulp van Eva Gore-Booth en Esther Roper aan de aandacht van de geheime dienst hadden kunnen ontsnappen. Moeder en zoon reisden afzonderlijk en waren zodanig vermomd dat ook Molony hen niet herkende, zodat zij onafhankelijk van elkaar in Ierland arriveerden.
Tijdens de Ierse Onafhankelijkheidsoorlog werkte Molony bij het Abbey Theatre en assisteerde ze minister van Arbeid Markievicz. Ook was zij koerier voor Michael Collins en Liam Mellows. En zij trad op als ‘District Justice’ — in de Dublinse wijk Rathmines.

## Socialisme
Politiek bleef ook nadien haar hoofdactiviteit. Na de Ierse Burgeroorlog bezocht zij de Sovjet-Unie en in 1936 werd Molony de tweede vrouwelijke voorzitter van vakbond het Irish Trades Union Congress. Zij bleef gedurende de jaren dertig actief voor de republikeinse zaak. Daarbij spande ze zich met name in voor de Women's Prisoner's Defense League en de People's Rights Association en was betrokken bij de oprichting van de socialistische organisatie Saor Éire, die onmiddellijk werd bestreden door de geestelijkheid.

## Pensionering
In 1946 trok zij zich terug uit het openbare leven, vanwege haar slechte gezondheid, waarbij haar alcoholgebruik een belangrijke rol speelde. Zij bleef wel voor de arbeidsrechten van vrouwen strijden. Helena Molony overleed in 1967 in Dublin onder tamelijk armoedige omstandigheden aan een longontsteking en is begraven op Glasnevin Cemetery.